# Approche écologique de la perception visuelle
 (mai 2013).
L'approche écologique de la perception (et en particulier visuelle) a été proposée par James J. Gibson et fonde son analyse de la perception sur les rapports entre l'animal et l'environnement. Cette approche se veut en rupture avec le béhaviorisme ou le cognitivisme. La réflexion de Gibson a évolué au fil du temps ; sa version la plus aboutie se trouve dans « The Ecological Approach to Visual Perception » publié en 1979, traduit en français en 2014. Deux concepts principaux fondent la théorie : le champ optique ambiant et les affordances, définies précédemment dans « The theory of affordances » de 1977.

## Introduction
Une première tentative d'expliquer la perception visuelle fait intervenir la physique. Le soleil émet des rayons lumineux qui sont reflétés, transmis ou réfractés par la matière. Les rayons de lumière qui rencontrent l'œil forment sur la rétine une image inversée. Cette image est ensuite transmise au cerveau qui l'analyse et réagit en conséquence. Selon cette approche, l'œil est comme une caméra et le cerveau un ordinateur. Pour expliquer la perception, on doit alors expliquer les lois qui régissent la lumière, le fonctionnement de l'œil et le fonctionnement du cerveau. L'optique et la biologie respectivement s'intéressent aux deux premiers domaines. Pour le dernier, la notion d'image rétinienne mène naturellement à la notion d'image mentale. L'image qui se forme sur la rétine est codée puis envoyée au cerveau par les nerfs. Le cerveau génère une représentation mentale sur laquelle il effectue des traitements symboliques. Ce sont les bases de l'approche cybernétique. Dans l'approche écologique de Gibson, cette notion de représentation est absente.
Selon Gibson, il ne suffit pas d'expliquer la façon dont la lumière est transmise, le fonctionnement de l'œil ou du cerveau pour comprendre comment les choses sont perçues ; la théorie de l'image rétinienne tente d'appliquer au problème de la perception des concepts connus mais qui ne sont pas pertinents. Il est nécessaire de décrire le monde à un niveau d'abstraction plus élevé. Les êtres vivants qui perçoivent sont avant tout dans le monde et soumis aux contraintes que cet environnement leur impose. Pour comprendre comment les animaux perçoivent et se comportent, il faut considérer l'animal dans sa relation avec son environnement. On peut expliquer comment fonctionne l'œil en tant que capteur par la physique (optique, chimie…), mais on n'aura pas pour autant expliqué son fonctionnement en tant que système perceptif. Seule une approche écologique permet de résoudre ce problème.

## Description écologique du monde

### L'environnement et l'animal
Le monde peut être décrit à plusieurs niveaux. Considéré par la physique, il est constitué d'atomes, d'ondes, de champs de forces… Selon Gibson, ce niveau de description ne convient pas à l'étude de la perception. La description écologique s'intéresse au monde en tant qu'environnement d'un animal. Un animal signifie ici un être qui perçoit et agit. C'est un être animé, par opposition aux plantes et objets non vivants qui sont inanimés. Au niveau écologique, la frontière entre vivant et non vivant n'est pas pertinente. La frontière entre animé et inanimé convient mieux à la psychologie. L'environnement est le monde qui entoure un animal. Ces deux concepts sont toujours complémentaires. Un environnement ne peut être considéré qu'en relation avec un animal, et ce qui entoure un objet inanimé n'est pas un environnement.
Tandis que la physique tente de décrire le monde tel qu'il est, en allant de l'infiniment petit (les atomes, les particules…) à l'infiniment grand (les galaxies, l'univers…), l'approche écologique dispose de ses propres unités. Du point de vue d'un animal, les atomes et les galaxies n'existent pas. L'échelle de grandeur significative, pour la plupart des animaux terrestres, va plutôt du millimètre au kilomètre. Seuls les objets inclus dans ces dimensions existent pour l'animal. Ce qui est trop petit ou trop grand n'est pas perçu et n'est donc pas pertinent pour une théorie de la perception. L'environnement est composé d'objets dont les dimensions ne sont pas trop différentes de celles de l'animal. Le même principe s'applique au temps : un évènement trop lent comme le déplacement des plaques tectoniques, ou trop rapide comme le mouvement des électrons, n'est pas perçu. De la même manière que l'espace écologique, le temps écologique est à l'échelle de l'animal.
La complémentarité entre l'animal et l'environnement est une notion essentielle. La description écologique du monde s'intéresse à ce qui est significatif à l'échelle d'un animal. Pour autant, l'environnement ne doit pas être confondu avec le monde propre. Le monde propre est unique pour chaque animal. C'est le monde tel qu'il est perçu. Il est différent pour chaque espèce mais également pour chaque individu d'une même espèce. En un sens, l'environnement est également unique pour chaque animal. Chaque animal, en fonction de ses propriétés biologiques et de son emplacement, perçoit le monde d'une façon qui lui est propre. La différence entre l'environnement et le monde propre réside dans le fait que l'environnement est également, d'un autre côté, le même pour tous les animaux. Cette affirmation peut sembler paradoxale mais s'explique si l'on considère l'animal en mouvement.
L'environnement d'un animal est unique, car son point de vue est unique : deux animaux ne pouvant occuper la même position, ils ne peuvent pas posséder le même environnement. Mais les animaux peuvent changer de point de vue. En se déplaçant, un animal peut percevoir le monde selon le même point de vue qu'un autre animal qui occupait la position précédemment. Si deux animaux occupent la même position, ils peuvent percevoir les mêmes objets. Deux animaux ne peuvent pas occuper le même environnement au même moment, mais ils peuvent occuper le même environnement successivement. Le monde propre d'un animal est privé. Il ne peut pas être partagé car il dépend des capacités de perception de l'animal, de sa position dans le monde, de son expérience passée, de ses états physiologiques… L'environnement au contraire est public. Il dépend de l'animal mais contient d'autres animaux avec lesquels il peut être partagé. Cette distinction entre monde propre et environnement est essentielle. Dans l'approche écologique, le monde est supposé exister et contenir les animaux.

### Quelques caractéristiques de l'environnement terrestre
L'environnement n'existe donc que dans sa relation avec un animal. Ceci implique que pour expliquer la perception par une approche écologique, les caractéristiques de l'environnement varient selon l'animal étudié. Gibson s'est intéressé à la perception visuelle chez l'être humain et les bases de la théorie écologique qu'il propose ne s'appliquent pas à tous les animaux. Néanmoins, on peut l'appliquer à un grand nombre d'animaux terrestres capables de vision et se déplaçant sur le sol. La méthodologie appliquée peut cependant être étendue à d'autres animaux, mais les caractéristiques de l'environnement seront alors différentes. Comprendre ces caractéristiques est nécessaire pour comprendre la perception et le comportement, d'abord parce que l'animal est en relation étroite avec son environnement, ensuite parce que l'environnement a également conditionné le développement de l'animal à l'échelle de l'espèce (phylogénèse). Si des animaux sont capables de vision, c'est parce que la lumière est présente dans notre environnement. Les animaux adaptés à la vie à l'obscurité ne sont pas capables de vision. Voici quelques-unes des caractéristiques essentielles de l'environnement terrestre décrit par Gibson.
D'abord, l'environnement contient de la lumière. C'est parce que la lumière existe que la vision est possible. La lumière provient, généralement, du soleil. Certaines matières présentes dans l'environnement réfléchissent et réfractent la lumière intégralement ou partiellement. D'autres matières la transmettent simplement, comme l'air ou le verre. Généralement, les objets solides qui transmettent la lumière sont rares dans la nature, et peuvent être trompeurs pour la perception. De la lumière est donc diffusée dans toutes les directions, et partout, de la lumière arrive de toutes les directions, avec des caractéristiques différentes dépendantes de la source de lumière et des objets qu'elle a rencontrés. 
La lumière fournit des informations sur les objets présents dans le monde et elle « remplit » l'environnement. La source de lumière sur Terre est généralement le soleil. D'autres sources de lumières peuvent exister, comme le feu, les ampoules… Mais c'est généralement la lumière du soleil qui nous convient le mieux, et c'est en tout cas la plus présente dans l'environnement. C'est une source de lumière mobile. Il se déplace au long de la journée. L'orientation des rayons de lumière qui arrivent sur la terre varie en conséquence. Le soir, il disparaît et le matin, il réapparaît. Lorsque le soleil n'est plus visible, les étoiles et la lune fournissent un peu de lumière. L'environnement terrestre n'est jamais dans l'obscurité complète mais l'intensité de la lumière varie beaucoup entre le jour et la nuit. Au cours de la journée même, l'intensité varie. La lumière n'est pas la même à l'aube et au milieu de la journée.
Le monde contient également des objets qui reflètent la lumière. Les objets varient en taille, forme, couleur, texture, rigidité, élasticité… En physique, les objets n'existent pas, le monde est peuplé d'atomes qui interagissent par des forces. Au niveau écologique, les objets sont bien présents. Un objet est un ensemble solide cohérent et porteur de sens pour l'animal. Les objets sont souvent inclus dans d'autres objets plus grands. Il existe deux types d'objets : les objets attachés et les objets détachés. Les premiers sont attachés dans le sol, ils ne peuvent pas être déplacés. Ils représentent des protubérances dans le sol. Les arbres, les maisons, les rochers… sont des objets attachés. Les objets détachés au contraire peuvent être déplacés. Selon leur taille et leur forme, ils offrent aux animaux des possibilités d'interactions. 
Un objet ayant une taille et une forme adaptées aux moyens de préhension dont dispose l'animal pourra être saisi. Un objet peut bouger sous l'effet d'une force, du vent, de la gravité… Mais les objets sont parfois capables de mouvements spontanés. Ainsi, les autres animaux, et l'animal étudié également, sont des objets détachés du monde. Le soleil peut être considéré comme un objet détaché mais il joue pour les animaux qui voient un rôle bien différent et il ne peut pas être atteint. Ce sont les objets qui rendent un environnement vivable. Ils rendent possibles des comportements qui peuvent être positifs ou négatifs. Ils ont besoin d'être perçus. Leur sens a besoin d'être perçu. C'est pour cette raison qu'ils doivent être pris en compte par la psychologie écologique. De plus, sans les objets, la lumière serait homogène et la vision ne fournirait pas d'informations sur le monde. La vision ne pourrait pas être un système perceptif dans un environnement vide. Une dernière chose à remarquer est qu'un objet n'est jamais vu entièrement. Seule la partie qui est « devant » est visible. Ce qui se trouve « derrière » n'est pas visible.
L'environnement terrestre est soumis à la gravité qui impose que les objets tombent vers le sol. Cette loi impose à l'environnement de l'animal un axe haut/bas dans la direction de la gravité. Tandis que les axes longueur et profondeur sont des concepts mathématiques, l'axe hauteur possède pour l'animal une signification forte. Le sol est perpendiculaire à la gravité et se situe en bas. C'est la surface de support sur laquelle l'animal peut se déplacer. Les objets peuvent être attachés au sol ou détachés, mais ils peuvent aussi être posés sur le sol, sans pour autant y être attachés. Les animaux terrestres par exemple sont des objets détachés généralement posés sur le sol. À l'opposé du sol se trouve le ciel. Le ciel peut contenir des objets, comme les étoiles, le soleil, la lune, des nuages, des animaux ou des objets emportés par le vent. La lumière du soleil provient du ciel. La séparation entre le sol et le ciel est l'horizon. Cette séparation possède des caractéristiques particulières. C'est l'endroit où se rejoignent toutes les lignes parallèles selon la perspective et où disparaissent les objets qui deviennent trop lointains. L'horizon est toujours au loin, on ne peut pas s'en approcher. Sol, ciel et horizon sont « l'arrière-plan » du monde. D'un point de vue perceptif, ils fournissent pour la vision de nombreuses informations et sont des repères essentiels. Cet aspect sera développé plus loin.

### Surfaces, substances et milieu
La matière qui compose l'environnement peut être séparée en trois catégories principales : le milieu, les substances et les surfaces. Le milieu est la matière dans laquelle se déplace l'animal. C'est l'air pour les animaux terrestres et les oiseaux, c'est l'eau pour les poissons. Le milieu est plus ou moins homogène. La composition du milieu peut varier mais elle change toujours graduellement, les ruptures n'existent pas dans le milieu. C'est différent pour les objets solides pour lesquels on peut souvent identifier des ruptures entre deux matériaux différents. Le milieu est gazeux ou liquide ce qui permet de se mouvoir dedans. Un solide ne peut pas être un milieu. Même les animaux qui se déplacent sous terre, comme les vers de terre, se déplacent en fait dans les trous remplis d'air qu'ils creusent dans la terre. Le milieu doit également permettre la respiration qui est nécessaire aux êtres vivants. Une autre caractéristique essentielle du milieu est qu'il permet la perception. La vision est possible car le milieu est transparent : il laisse passer la lumière en conservant les informations qu'elle contient sur l'environnement (c'est-à-dire sans en modifier la structure, ce point sera détaillé plus tard). Ce sont aussi les caractéristiques du milieu qui rendent possibles d'autres modes de perception. Le milieu transmet les vibrations et permet ainsi l'audition. Il permet aux substances chimiques en suspension de se diffuser et permet ainsi l'odorat. La perception à distance nécessite toujours que le milieu permette de transmettre ce qui est utilisé comme stimulus.
La matière qui n'appartient pas au milieu représente les substances qui forment les objets. Les substances présentes dans l'environnement différent par leur composition chimique et leurs propriétés physiques. Elles peuvent être liquides ou solides. La matière à l'état gazeux se mélange au milieu, les substances ne sont donc pas gazeuses. Elles peuvent varier en rigidité, viscosité, élasticité, plasticité, résistance à la torsion… Les substances réagissent également différemment par rapport à la lumière. Certaines la transmettent simplement, d'autres la reflètent intégralement ou partiellement. D'un point de vue écologique, cette caractéristique forme la couleur. Au contraire du milieu qui tend à être homogène (lorsqu'il ne l'est pas, les changements sont graduels), plusieurs substances peuvent être mélangées de façon hétérogène. Pour l'animal, savoir différencier les substances est important elles peuvent être nutritives, toxiques ou neutres. Certaines substances peuvent être urticantes ou corrosives. La vision et le toucher permettent d'obtenir les informations nécessaires pour cette reconnaissance.
L'eau joue un rôle particulier. Pour l'être humain (et d'autres animaux), l'eau est généralement considérée comme une substance mais il est également possible de plonger dedans et de s'y déplacer. Dans ce cas, l'eau devient un milieu, même si elle ne permet pas la respiration. Ce milieu a des caractéristiques différentes de l'air, mais c'est tout de même un milieu. En général pour l'être humain, l'eau est une substance et elle n'est utilisée comme milieu qu'exceptionnellement car l'être humain est mal adapté à la vie dans l'eau. Le cas des animaux amphibies est intéressant : pour eux, l'air et l'eau sont tous les deux des milieux, mais l'eau peut aussi être une substance, lorsque l'animal est dans l'air et boit. 
La dernière catégorie est formée par les surfaces. Ce sont les frontières entre les substances et le milieu. Les caractéristiques des surfaces, comme la couleur ou la texture, dépendent des substances dont elles sont la frontière. Les surfaces sont les éléments du monde les plus significatifs pour l'activité de l'animal en général et la perception visuelle en particulier. C'est le lieu à la fois de l'action et de la perception. Les substances solides ne sont accessibles aux animaux que par leurs surfaces. L'intérieur d'un objet n'est pas accessible. La surface des substances liquides peut être pénétrée, mais même dans ce cas, la perception de la substance est celle de la surface. Le concept de surface est très important dans la théorie de la perception développée par Gibson. Le sol, parce qu'il est la surface de support, est la plus importante de toutes les surfaces pour les animaux terrestres (et son absence est d'ailleurs plutôt problématique pour un animal incapable de voler !).

### Places et évènements
On conçoit généralement le monde comme un espace initialement vide rempli par de la matière. Les mathématiques décrivent cet espace selon trois axes. Cette description ne convient pas pour une approche écologique, il s'agit de concepts abstraits qui ne sont pas pertinents pour l'animal. L'axe haut/bas, parce que c'est l'axe que suit la gravité, existe dans l'environnement mais il est peu probable que les animaux perçoivent l'espace selon un système de coordonnées en trois dimensions. Le concept de place doit ici être substitué au concept de point. Alors que le point représente une position dans l'espace mathématique en trois dimensions, une place est une position dans l'environnement d'un animal. Un point est localisé par ses coordonnées relativement à une base fixe et ne s'étend dans aucune des trois dimensions (le volume possède trois dimensions, le plan deux, la ligne une, alors que le point, en quelque sorte, est « 0-dimensionnel »). Une place au contraire représente généralement une surface plus ou moins étendue sur laquelle peuvent se trouver ou non des objets, des animaux ou l'observateur lui-même. On localise une place grâce à son inclusion dans une place plus grande. Comme les objets, les places sont imbriquées les unes dans les autres. Ce ne sont pas des entités clairement définies avec des frontières nettes. « Là », « ici », indiquent des places. L'environnement est fait de places qui se confondent avec celles qui leur sont adjacentes. Le point est plus adapté pour les mathématiques, mais la place correspond mieux à la façon dont le monde est perçu par les animaux. 
De la même manière que la notion d'espace, la notion de temps doit être reconsidérée dans le cadre d'une théorie écologique. La physique considère le temps comme une quatrième dimension (les trois premières constituant l'espace) et des unités comme les secondes, heures, années, permettent de la mesurer. La notion d'évènement est beaucoup plus adaptée. Un évènement consiste en un changement dans l'environnement. Un (évènement est toujours externe à l'animal. Un déplacement de l'observateur modifie le point de vue sur l'environnement mais celui-ci ne change pas. Il ne s'agit donc pas d'un évènement. Par contre, pendant le mouvement, l'observateur peut déplacer d'autres objets, ou voir ses propres membres bouger : dans ce cas il s'agit d'évènement. Le changement de point de vue, seul, ne constitue pas un évènement, mais tous les changements affectant des objets de l'environnement (dont l'observateur) le sont. Il existe au moins trois types de changements pouvant affecter l'environnement :
- Changement dans la disposition des surfaces
- Changement dans la couleur ou la texture des surfaces
- Changement dans l'existence des surfaces

D'abord, on peut constater que les évènements affectent toujours des surfaces. En fait, les substances et le milieu changent également, mais ce dernier n'est pas perçu (il est le milieu dans lequel la perception est possible) et les premières ne sont visibles que par leurs surfaces. Il est difficile de faire une liste exhaustive des évènements mais on peut en citer quelques-uns. Les changements dans la disposition des surfaces peuvent être des déplacements d'objets (translations, rotations), des ruptures de surfaces (un objet qui se casse et devient plusieurs objets), des collisions ou des déformations. Les changements de couleur ou de texture sont souvent provoqués par des changements de composition chimique (variation du taux de pigments pour les animaux et plantes, oxydation, combustion…). Ainsi, l'évènement écologique n'est pas réductible à l'évènement physique qui l'engendre. Il se place à un autre degré d'abstraction ou de description. Enfin, les changements dans l'existence de surfaces peuvent être des disparitions (évaporation, dissolution, destruction…) ou des apparitions (formation des nuages, condensation, agrégation…).

## Champ optique ambiant

### Définition et notion de structure
L'environnement contient donc de la lumière. Gibson distingue deux types de lumière : la lumière rayonnante (radiant light) et la lumière ambiante (ambient light). La lumière rayonnante est celle qui provient d'une source comme le soleil, un feu, une ampoule… Cette lumière vient frapper des objets qui la réfléchissent, réfractent, transmettent… Généralement, la lumière perd en intensité au fur et à mesure qu'elle frappe des objets. La lumière se diffuse ainsi jusqu'à « remplir » l'environnement. C'est la lumière ambiante. Chaque point de l'environnement est l'intersection de rayons lumineux provenant de toutes les directions. L'ensemble des rayons lumineux qui se rejoignent en un point d'observation constitue le « champ optique ambiant » (ambient optic array) de l'observateur. Ce concept vient remplacer dans la théorie de Gibson le concept traditionnel d'image rétinienne. Les rayons lumineux provenant de toutes les directions sont généralement différents en intensité, longueur d'onde… Ceci a déjà été expliqué : les objets reflètent partiellement ou intégralement la lumière, et le milieu conserve ces caractéristiques lorsqu'il transmet cette lumière. Ainsi, le champ optique ambiant est structuré en fonction des objets présents dans le monde. Selon Gibson, c'est la structure du champ optique ambiant qui est perçue, et non simplement la lumière. Un champ optique ambiant homogène (donc non structuré) ne permet pas plus la perception que l'obscurité : aucune forme, aucune place, aucune distance ne peut être perçue. La lumière provenant du ciel (en l'absence de nuages ou d'autres objets) n'est pas structurée. Un champ optique ambiant complètement homogène ne représente qu'un brouillard et ne fournit aucune « information » perceptive.

### La structure du champ: variations et invariants
C'est donc, selon Gibson, la structure du champ optique ambiant qui est perçue. La lumière constitue le stimulus pour la perception visuelle, mais c'est cette structure qui constitue l'information qui rend la perception possible. L'exemple d'une vitre plus ou moins transparente permet de comprendre la différence entre stimulus et information : une vitre qui laisse passer la lumière sans que l'on puisse pour autant voir à travers ne laisse pas passer d'informations. La lumière passe mais sa structure est modifiée et ne permet plus de connaître le contenu du monde. La structure du champ optique ambiant varie constamment. Cependant, ses variations possèdent une certaine cohérence. La structure ne varie pas de façon anarchique ou elle ne constituerait pas une information. Les variations du champ mettent en évidence les invariants de la structure. Le champ optique ambiant doit ainsi être vu comme un flux et non pas comme une image à un instant donné. L'œil, ou plutôt l'ensemble du système perceptif visuel, est donc capable de percevoir les invariants dans la structure du champ optique grâce à ce qui change. Les changements dans le champ optique peuvent intervenir pour plusieurs raisons :
- Passage de l'obscurité à la lumière ou inversement
- Évènement lié à l'environnement
- Déplacement de la source de lumière
- Déplacement de l'observateur

Dans le premier cas, on passe de l'absence de stimulus à la présence, ou inversement. Les changements de la structure du champ optique provoqués par les évènements de l'environnement peuvent être très variés. La nature des changements et des invariants renseigne sur la nature de l'évènement. Ceci sera développé plus loin. Les changements liés à la mobilité de la source de lumière sont très importants. Lorsque la source de lumière bouge (et c'est le cas de notre principale source de lumière, le Soleil), la direction d'où provient la lumière change. Par conséquent, c'est l'intégralité du champ optique qui change. Les surfaces bien éclairées le matin passent à l'ombre le soir et inversement. Si la couleur correspond à une réalité physique bien précise, alors la couleur de toutes les surfaces change lorsque la source de lumière se déplace. Tous ces changements mettent en évidence un invariant dans la structure du champ, de sorte que la couleur, d'un point de vue écologique, est une information différente de l'intensité de l'illumination.
Le dernier cas est particulièrement intéressant. Le champ optique ambiant est défini comme l'ensemble des rayons lumineux provenant de toutes les directions et qui se rejoignent au point d'observation. Le point d'observation peut être mais n'est pas nécessairement occupé. Dans le cas où il est occupé par un animal, il est souvent mobile, le cas d'un point d'observation fixe est en fait un cas limite. Lorsque le point d'observation change, c'est également l'ensemble de la structure qui change. Des surfaces visibles deviennent invisibles, soit parce qu'elles sont trop éloignées, soit parce qu'elles sont sorties du champ de vision. D'autres surfaces, au contraire, deviennent assez proches pour être perçues ou entrent dans le champ de vision. Une surface peut aussi apparaître ou disparaître derrière une autre surface. Les changements liés aux déplacements de l'observateur ont la particularité d'être réversibles. Si un déplacement dans un sens modifie le champ optique ambiant et que l'observateur revient sur ces pas, les changements seront annulés. Une surface cachée puis visible sera de nouveau cachée et inversement. 
La description écologique du monde et la notion de champ optique ambiant sont les bases de la théorie de Gibson.

## Principes de la perception visuelle

### La perception directe
Selon l'approche traditionnelle, la perception est possible par l'intermédiaire d'une représentation mentale. Le rôle de l'œil est de transmettre au cerveau les informations concernant le monde sous forme d'une image mentale en 2 dimensions. Le cerveau effectue ensuite des traitements, des « computations », sur cette représentation. L'œil agit comme une caméra dont la rétine serait la pellicule, et le cerveau comme un ordinateur analysant les données provenant de la caméra. La perception de la profondeur, selon cette approche, est un véritable problème. Différents indices seraient fournis par l'image en deux dimensions et par la vision binoculaire. Dans cette approche, la perception est dite indirecte. Cette notion de représentation mentale est assez problématique, notamment parce qu'elle déplace le problème de la perception sans vraiment l'expliquer : si une image mentale est utilisée, comment est perçue cette image mentale ? Selon Gibson, cette approche classique est fortement inspirée de l'importance de l'image dans notre société et dans notre conception du monde mais ne correspond pas à la façon dont le monde est réellement perçu. L'approche écologique éclaire le problème de la perception selon un angle nouveau.
De ce point de vue, les chiens ont la perception d'un acte qui consiste à extraire des informations de l'environnement. On a vu la différence entre les stimulus (la lumière) et les informations pour la perception (la structure du champ optique ambiant). La perception n'est pas un acte figé dans le temps ou dans l'espace. Gibson écrit « The environment seen-at-this-moment does not constitute the environment that is seen, neither does the environment seen-from-this-point ». (L'environnement vu-à-ce-moment ne constitue pas l'environnement qui est vu, pas plus que ne le fait l'environnement-vu-de-ce-point). En effet, le point d'observation n'est pas fixe (il s'agit d'un cas limite) mais mobile et la perception ne représente pas une succession de points mais un flux. Les changements dans ce flux mettent en évidence des invariants de structure. La perception émerge grâce au mouvement.
Les informations fournies par la perception visuelle sont de deux types : extéro-spécifiques et proprio-spécifiques (ou extéroceptives et proprioceptives). Les premières concernent l'environnement, et les secondes l'animal lui-même. Les informations sur l'observateur sont de deux types : d'abord, l'animal est un objet du monde et à ce titre il peut être perçu comme toutes les surfaces de l'environnement. Le corps de l'animal cache le sol ou d'autres objets. Il est particulièrement intéressant de remarquer que le « soi » occupe les bords du « champ visuel ». En effet, le visage, le nez, entourent les yeux et cela constitue un des nombreux invariants de la perception visuelle. Mais le champ optique ambiant fournit un second type d'informations proprio-spécifiques : il change en fonction des mouvements du point d'observation. La vision renseigne donc sur les mouvements de l'animal.
Selon Gibson, ces informations sont perçues directement. On ne perçoit pas une succession d'images sur lesquels on peut effectuer des traitements, mais on perçoit directement les invariants de la structure du champ optique. Le rôle du système perceptif visuel est d'extraire les informations présentes dans le monde. Gibson parle de cueillette d'information (« information pickup »). L'information n'est pas stockée en mémoire sous forme d'une image puisqu'elle est toujours disponible directement dans le monde. La perception est active et non passive : « perceiving is an act of attention, not a triggered impression ». (percevoir est un acte d'attention, pas une impression spontanée).

### L'occlusion et les arêtes occlusives
L'environnement contient de nombreux objets dont la surface ne laisse généralement pas passer la lumière (il existe des surfaces transparentes mais elles sont assez rares dans la nature). À un point d'observation donné, certaines surfaces sont visibles (la lumière qu'elles reflètent est projetée au point d'observation) tandis que le reste des surfaces est hors de vue. Gibson parle d'occlusion. Une surface « occluse » (occluded surface) est une surface qui n'est pas visible à un instant et une position donnés. Généralement, lorsque l'observateur se déplace, certaines surfaces occluses apparaissent et certaines surfaces visibles deviennent occluses. Les surfaces occluses à un point d'observation donné ne le seront pas depuis un autre point de vue. L'occlusion est de plus réversible : si un déplacement provoque l'occlusion de certaines surfaces et l'apparition d'autres, le mouvement inverse permet de retrouver le point de vue d'origine, les surfaces qui étaient occluses le sont à nouveau, de même que les surfaces qui étaient visibles réapparaissent. C'est le principe de « l'occlusion réversible » (qui découle de la réversibilité de l'espace).
La limite d'une surface occlusive (c'est-à-dire d'une surface qui en cache une autre) est une arête occlusive. Une arête est la limite entre deux surfaces. Les deux surfaces peuvent être en contact (dans ce cas l'arête représente un coin, une jonction entre deux surfaces) ou non. Dans ce dernier cas, il s'agit d'une arête occlusive. Une arête occlusive est donc la séparation, dans le champ optique ambiant, entre deux surfaces dont l'une est cachée derrière l'autre. Les deux types d'arêtes (jonction ou occlusion) peuvent être différenciées si l'on considère un point d'observation mobile. Dans le cas d'une arête occlusive, la disposition des deux surfaces l'une par rapport à l'autre change. La surface qui est derrière l'arête occlusive se dévoile ou se cache progressivement derrière l'autre surface. Dans le cas d'une jonction, les deux surfaces, la disposition des surfaces ne change pas lorsque le point de vue se déplace. L'horizon est une arête occlusive pour les astres et les objets qui deviennent trop distants pour être perçus. Les limites du champ visuel se comportent également, d'une certaine manière, comme des arêtes occlusives.
Aucun objet n'est intégralement visible. Une partie de l'objet est toujours cachée derrière l'objet lui-même : c'est l'auto-occlusion. Lorsqu'un objet se trouve dans le champ de vision d'un observateur, seules les surfaces qui lui font face sont visibles. Les surfaces qui se trouvent derrière sont occluses. Si l'observateur se déplace et tourne autour de l'objet, les surfaces qui étaient devant (et visibles) se retrouvent derrière (et invisibles) et inversement. Les surfaces cachées et visibles sont interchangeables (en changeant de point d'observation).

### Exemples d'invariants pour la perception visuelle
Percevoir, pour la vision, c'est donc percevoir la structure du champ optique ambiant. Cette structure varie en fonction des déplacements de l'observateur ou des objets de l'environnement. La description écologique du monde peut être utilisée pour comprendre comment les variations et invariants de cette structure sont perçus. Nous pouvons ainsi essayer de définir quelle peut être la structure qui correspond à différents évènements ou déplacements.
Considérons d'abord le cas du déplacement du point d'observation. Nous avons vu que certaines surfaces sont cachées derrière d'autres et que la séparation entre les deux est une arête occlusive. Lorsque le point d'observation se déplace, la surface qui est derrière l'autre disparaît ou apparaît progressivement. La surface est couverte ou découverte par l'arête occlusive. Une perturbation (disturbance or disruption) dans le champ optique ambiant intervient donc au niveau de l'arête occlusive. C'est là que se passe le changement. Gibson décrit cette perturbation comme une décrémentation progressive des composants de la structure (progressive decrementing of components of structure) ou délétion lorsque la surface disparaît, ou l'inverse, une incrémentation progressive des composants de la structure (progressive incrementing of components of structure) ou accrétion lorsque la surface apparaît. 
Cette perturbation concerne la surface qui est couverte, et non celle qui couvre. Lorsque pendant le déplacement du point d'observation, une telle perturbation apparaît dans le champ optique, cela signifie la présence d'une arête occlusive, et donc de deux surfaces distinctes, l'une étant cachée derrière l'autre. Les arêtes qui ne sont pas concernées sont des jonctions entre deux surfaces. L'absence de cette perturbation indique donc le contact. Lorsque les astres disparaissent ou apparaissent derrière l'horizon, on observe le même phénomène d'accrétion/délétion, ce qui est normal puisque l'horizon est une arête occlusive pour les astres. Ceci s'applique également aux limites du champ visuel. Lorsque l'observateur tourne la tête, on a un phénomène d'accrétion à une extrémité du champ (dans la direction de laquelle l'observateur tourne la tête) et un phénomène de délétion de l'autre côté (sans compter les accrétions/délétions au niveau des autres arêtes occlusives).
La même chose intervient lorsqu'un objet détaché se déplace et que l'observateur reste fixe. Ainsi lorsqu'un objet se déplace en face de l'observateur, la surface qui se trouve derrière cet objet (le sol, d'autres objets…) est couverte d'un côté de l'objet (délétion) et découverte de l'autre (accrétion). Si l'objet en se déplaçant se cache derrière une surface, on a délétion de la surface de l'objet en mouvement, puis accrétion de la surface d'arrière-plan. Il existe cependant une différence notable entre le déplacement de l'observateur et le déplacement d'un objet. Le déplacement de l'observateur perturbe en général toutes les arêtes occlusives, alors que le déplacement d'un objet ne perturbe que les arêtes occlusives de l'objet. 
Lorsqu'un objet se déplace, ou que le point d'observation se déplace, la distance entre l'objet et le point d'observation, dans le cas général, varie. Cette variation de distance est importante et doit être perçue, notamment pour éviter les collisions. En plus des phénomènes d'accrétion/délétion, les mouvements de l'observateur ou des objets sont généralement accompagnés d'un autre type d'invariant que Gibson nomme magnification et minification. Soit par exemple le cas d'une balle se rapprochant du point d'observation, on assiste d'abord à un phénomène de délétion de l'arrière-plan derrière le contour de la balle. Mais on a dans le même temps une magnification du contour, c'est-à-dire que la taille apparente (dans le champ optique ambiant) augmente. Si l'objet s'éloigne, on a accrétion de l'arrière-plan et minification du contour (diminution de la taille apparente). 
L'expression « taille apparente » est d'ailleurs un peu trompeuse car cette magnification/minification n'est pas perçue comme un changement de taille de l'objet mais comme une diminution ou une augmentation de la distance. La taille perçue, qu'il faut donc bien distinguer de la taille apparente, ne change pas. Ensuite, la vitesse de magnification/minification est également significative. Ainsi, Gibson écrit « a uniform rate of approach is accompanied by an accelerated rate of magnification. At the theoretical point where the eye touches the object, the latter will intercept a visual angle of 180° » (une approche à vitesse constante est accompagnée d'une magnification à vitesse croissante. Au point théorique ou l'œil devrait toucher l'objet, ce dernier occupe un angle visuel de 180°). 
L'approche d'un objet est également spécifiée par un flux centrifuge de la texture de l'objet, l'éloignement par un flux centripète : « approach to a solid surface is specified by a centrifugal flow of the texture of the optic array » (l'approche d'une surface solide est spécifiée par un flux centrifuge de la texture du champ optique).
Le rôle de l'horizon est également intéressant. Intéressons nous par exemple à la perception de la distance. La taille apparente d'un objet est d'autant plus petite que l'objet est distant. Si l'objet devient trop distant, il n'est plus visible du tout (il disparaît derrière l'horizon). Pourtant, un bâton placé à différentes distances d'un observateur ne sera pas perçu plus petit ou plus grand, mais plus distant ou plus proche. Gibson met en évidence au moins deux indices permettant de différencier deux objets de tailles différentes de deux objets placés à des distances différentes : la texture du sol (ou de l'arrière-plan) et l'horizon. D'abord, le grain de la texture des surfaces d'arrière-plan varie en fonction de la distance. Soit un champ suffisamment étendu, la texture du sol, qui est en arrière-plan des objets dans le champ, est constitué par les plantes qui y poussent. Même si leur taille varie, globalement, cette texture possède un grain uniforme. Mais le grain apparent est d'autant plus petit que l'emplacement considéré est distant. Si les deux bâtons de taille identique placés à des distances différentes sont perçus comme tels, bien que leur taille apparente ne soit pas la même, c'est que le rapport entre la taille apparente et le grain apparent de la texture d'arrière-plan est le même. Ceci est un invariant qui spécifie que les deux objets sont à des distances différentes. L'horizon est un deuxième indice : quelle que soit la distance à laquelle on place l'objet de l'observateur, il sera toujours coupé par l'horizon dans les mêmes proportions. Soit une rangée d'arbres de même taille, mais de plus en plus éloignés, tous les arbres seront coupés par l'horizon dans les mêmes proportions.
Il existe naturellement d'autres invariants de structure, qui correspondent à d'autres évènements et qui ont pour l'observateur d'autres significations. Ainsi, lorsqu'une surface se désintègre par exemple, le phénomène d'accrétion/délétion caractéristique de beaucoup de changements de dispositions de surfaces ne s'applique plus. L'apparition progressive de l'arrière-plan en transparence de la surface qui disparaît peut être l'invariant permettant de percevoir ce type d'évènements. La façon dont d'autres changements, comme les changements de couleur par exemple, sont perçus reste à décrire. Cependant, probablement existe-t-il un petit nombre (au regard du nombre d'évènements possibles) d'invariants du champ optique ambiant donc la signification est perçue par les animaux et qui représentent l'information qui désigne l'évènement.

## Affordances

### Traduction
En 2014, dans sa traduction de The ecological approach to visual perception, Olivier Putois a traduit affordance par invite. Chaque objet de notre environnement est une "invite", en vertu de ce qu'il invite le sujet qui le perçoit à faire. L'invite dépend donc de l'espèce et de la singularité de chaque individu percevant (une marche pour un homme, invitant à monter, est un mur pour une araignée, stoppant ou invitant à escalader).

### Définition
L'environnement contient un milieu et des substances qui forment les objets et les autres animaux et qui « offrent » à l'animal différentes possibilités d'interaction. Gibson désigne par affordances les possibilités d'interaction offertes à l'animal par son environnement : « the affordances of the environnement are what it offers the animal, what it provides or furnishes, either for good or ill » (les affordances de l'environnement sont ce qu'il offre à l'animal, ce qu'il lui fournit, que ce soit bon ou mauvais).
Les affordances de l'environnement guident et limitent le comportement des animaux. Ainsi, l'air afforde la vision et la respiration, le sol afforde la marche, une pierre afforde la préhension, une proie afforde d'être mangé tandis qu'un prédateur afforde de manger… Le mot affordance n'existe pas en anglais, mais il est construit à partir du verbe to afford : « the verb to afford is found in the dictionary, but the noun affordance is not. I have made it up. I mean by it something that refers to both the environnement and the animal in a way that no existing term does » (Le verbe to afford se trouve dans le dictionnaire, mais pas le nom affordance. Je l'ai créé. Ce que je veux dire par là est quelque chose qui se réfère à la fois à l'environnement et à l'animal d'une façon telle qu'aucun mot existant ne le fait). Les affordances dépendent en effet à la fois de l'environnement et de l'animal (la notion de complémentarité entre les deux est très importante dans une approche écologique). Par exemple, l'air afforde la respiration pour l'homme, mais pas pour les poissons, par contre l'eau n'afforde pas la respiration pour l'homme.
Un autre exemple est fourni par l'affordance tenir-sur (stand-on). Pour qu'une surface offre cette affordance, elle doit être relativement plane, suffisamment étendue et suffisamment rigide, c'est-à-dire relativement à la taille et au poids de l'animal. Les affordances dépendent toujours des caractéristiques physiques des objets en relation avec les caractéristiques physiques de l'animal. L'eau possède l'affordance tenir-sur pour certains insectes alors qu'à l'évidence, ce n'est pas le cas pour des animaux plus gros. Si la surface est suffisamment étendue, elle offre aussi l'affordance marcher-sur. Si cette surface est à hauteur de genoux, elle est également sit-on-able.
L'écologie utilise le concept de niche. Les espèces occupent des niches de l'environnement. Cela ne renvoie pas aux places occupées par les espèces dans l'environnement : « a niche refers more to how an animal lives than to where it lives » (une niche se réfère plus à comment l'animal vit qu'à où il vit. ). Ainsi, Gibson décrit une niche comme un jeu d'affordances. Niche et animaux sont complémentaires. Lorsque l'être humain modifie son environnement, il en modifie en fait les affordances de façon à le rendre plus facile à vivre. Comme les affordances ne sont pas les mêmes pour tous les animaux, en faisant cela, il rend souvent l'environnement plus difficile à vivre pour les autres animaux. Les affordances dépendent de l'environnement et de l'animal mais ne sont pas pour autant subjectives. D'une certaine manière, elles sont des propriétés physiques de l'environnement en relation avec l'animal et existent quels que soient les besoins ou les attentes de l'animal. Ainsi, l'eau offre l'affordance de boire, que l'animal ait soif ou non. Mais dans le même temps, les affordances ont des significations pour l'animal et sont en ce sens subjectives. En fait, pour Gibson, les affordances ne sont ni des propriétés objectives du monde, ni des valeurs subjectives : « an affordance cuts across the dichotomy of subjective-objective » (une affordance dépasse la dichotomie subjectif/objectif).

### Affordances et perception
Parce que les affordances guident et restreignent le comportement de l'animal, elles ont une signification forte et doivent être perçues. Il est important pour un animal de distinguer une proie d'un prédateur, ou une surface sur laquelle on peut marcher du bord d'une falaise. La question posée est donc de savoir comment les affordances sont perçues par les animaux. Pour Gibson, les affordances sont perçues directement, c'est-à-dire qu'il existe dans le champ optique ambiant des invariants qui spécifient les affordances des objets, de la même manière qu'il existe des invariants pour spécifier la distance ou les arêtes occlusives. Les invariants qui spécifient les affordances sont probablement des combinaisons d'invariants plus élémentaires, mais ils sont tout de même perçus directement, il n'y a pas de calcul pour les déduire à partir des invariants dont ils sont la combinaison. Le bord d'une falaise et celui d'une bordure possèdent tous les deux une arête occlusive, qui est spécifiée par un certain type d'invariant. Mais une bordure et une falaise n'ont pas les mêmes affordances : la bordure est marchable (walk-on-able) tandis que la falaise est tombable (fall-down-able). La différence entre les deux est le dénivelé (et la frontière entre une bordure et une falaise dépend bien sûr de l'animal). D'autres invariants spécifient ce dénivelé. Un invariant d'ordre plus complexe spécifie alors pour l'animal l'affordance tomber (fall-down) si elle existe. Si l'on place un animal, même peu évolué, sur une plate-forme entouré de falaises, il percevra l'affordance tomber en s'approchant du bord et renoncera à se déplacer dans ce sens. Ce qui est important ici, c'est que les affordances sont perçues directement, car le champ optique ambiant contient les informations qui les spécifient, et ne sont pas le résultat d'une inférence.
Même les affordances complexes possèdent des invariants. W. Schleidt a ainsi rapporté une expérience de Tinbergen et Lorenz sur la reconnaissance des rapaces par les dindes. Lorsque les dindes voient un rapace passer dans le ciel, elles s'enfuient et se mettent à l'abri. Par contre, elles ne bougent pas lorsqu'un autre animal, par exemple une oie, passe au-dessus d'elles. Si l'on fait passer au-dessus d'elles une silhouette ressemblant à un rapace, on provoque la réaction de fuite. Si on fait passer la même silhouette mais dans le sens opposé, la figure ressemblant alors à une silhouette d'oie, les dindes ne réagissent pas. Ainsi, la même forme provoque des réactions différentes car la première est prise pour un prédateur tandis que l'autre est prise pour un animal inoffensif. Bien que la forme soit la même dans les deux cas, le sens du déplacement fournit une information supplémentaire. Même une affordance aussi complexe que être mangé peut donc être spécifiée par un invariant du champ optique, éventuellement combinaisons de plusieurs invariants élémentaires. En fait, la présence ou l'absence de réaction est conditionnée par l'apprentissage, et on pourrait apprendre à des dindes à avoir peur des oies. Cela n'est pas un problème : la perception des affordances n'est pas innée et doit être apprise. Dans ce cas, les dindes arrivent à extraire et apprendre un invariant spécifiant être mangé.
Si les affordances sont spécifiées par des informations, alors il est vrai également que des fausses informations peuvent spécifier de fausses affordances. Au contraire, les véritables affordances peuvent également ne pas être spécifiées. Soit le cas, par exemple, d'un mur en verre : l'affordance de traverser est spécifiée alors qu'elle n'existe pas ou, autrement dit, l'affordance d'être arrêté par le mur existe mais n'est pas spécifiée. Le cas d'un plancher en verre est également intéressant. Dans un tel cas, l'animal a les pieds posés sur le plancher en verre mais ne voit le sol que loin en dessous. Les informations tactiles indiquent la présence du sol mais les informations visuelles spécifient l'affordance de tomber. Dans un pareil cas, de nombreux animaux sont perturbés par ces informations contradictoires et ne bougent plus, d'autres se placent dans la même position que s'ils tombaient. Même l'être humain, qui est capable de marcher sur une telle surface n'en sera pas très à l'aise (et c'est particulièrement vrai chez les enfants, tandis que l'adulte peut avoir appris à marcher sur une surface vitrée).

### Remarque sur le concept d'affordance en design
Le concept d'affordance a été repris par Don Norman dans le domaine du design. Il est depuis très utilisé dans ce domaine mais pas toujours à bon escient car le concept originel de Gibson n'a pas toujours été compris. Norman a admis avoir fait l'erreur de parler d'affordances pour désigner les affordances perçues. Or les affordances perçues peuvent être de fausses affordances comme de vrais affordances peuvent n'être pas perçues. Gaver a proposé à ce sujet le tableau suivant :
|                        | Pas d'affordance  | Affordance             |
| Information perceptive | Fausse affordance | Affordance perceptible |
| Pas d'information      | Correct rejection | Affordance cachée      |

Norman utilise le terme d'affordance pour désigner les affordances perçues, fausses ou réelles (première ligne) tandis que les affordances pour Gibson sont à distinguer des informations qui la spécifient. Dans le domaine du design graphique, le concept d'affordance est également souvent utilisé pour désigner ce qui ne sont en fait que des conventions selon Norman (par exemple un lien hypertexte sur un ordinateur n'offre pas l'affordance de cliquer, cette affordance étant en réalité offerte par la souris ; le clic sur le lien plutôt qu'à côté est en réalité une convention).